# Odonatolog
Odonatolog – naukowiec, entomolog zajmujący się badaniem ważek (Insecta: Odonata). W szerszym rozumieniu to także osoba interesująca się (amator, hobbysta) tą grupą owadów, choć nie prowadząca samodzielnie czynnych badań.
W badaniach terenowych odonatolog posługuje się typowym sprzętem entomologicznym: siatką entomologiczną, czerpakiem entomologicznym, czerpakiem hydrobiologicznym (larwy), a także aparatem fotograficznym, dyktafonem. W badaniach laboratoryjnych odonatolog wykorzystuje typową aparaturę: mikroskop, mikroskop stereoskopowy. Odonatolodzy wykorzystują także laboratoryjne hodowle i eksperymenty. Ze względu na ochronę gatunkową wielu ważek, współcześnie często prowadzone są badania przyżyciowe – ważki rozpoznawane są przez odonatologów w locie lub po złowieniu w siatkę, z której są od razu wypuszczane.